# Gara Brăila
Gara din Brăila este singura gară din Municipiul Brăila.
Gara din Brăila este una din cele mai importante din parcursul liniei București - Urziceni - Făurei - Galați denumite și Magistrala CFR 700. A fost construită în anul 1869 de compania prusacă Strussberg, fiind realizată după modelul celor din Prusia. A fost inaugurată oficial în septembrie 1872, aducând orașului Brăila o importanță comercială și economică sporită.
Pe 6 mai 1877, în timpul Războiului de Independență al României, patru monitoare ale Imperiului Otoman au bombardat orașul, inclusiv gara. Ulterior, pe 5 iulie 1941, în timpul celui de-Al Doilea Război Mondial, gara a fost din nou bombardată de Forțele Aeriene Sovietice, iar pagubele suferite au rămas nereparate până în anul 1970.
Gara se remarcă datorită transporturilor de mărfuri. De aici pornesc și sosesc trenuri încărcate cu cereale, lemn și produse textile în toată țara. Gara din Brăila este în curs de modernizare, actualmente numai 3 linii sunt încredințate transportului de persoane, iar alte 9 sunt folosite pentru transportul mărfurilor.
Prin Gara din Brăila tranzitează trenuri de călători de toate rangurile care fac legătura directă cu București, Galați, Buzău, Constanța, Brașov, Focșani, Litoralul Mării Negre, Valea Prahovei dar și alte localități.